# Estação de Ōta (Gunma)
A Estação de Ōta (太田駅, Ōta-eki, em japonês) é uma estação de trem localizada no distrito comercial de Ōta, Gunma Prefeitura, Japão.

## Linhas
Tobu Railway
 Linha Tobu Isesaki [ja]
 Linha Tobu Kiryū [ja]
 Linha Tobu Koizumi

## História
A estação foi inaugurada em 17 de fevereiro de 1909. O atual edifício da estação foi concluído em 2007.
A numeração da estação foi introduzida em 17 de março de 2012 (TI18).

## Layout da estação

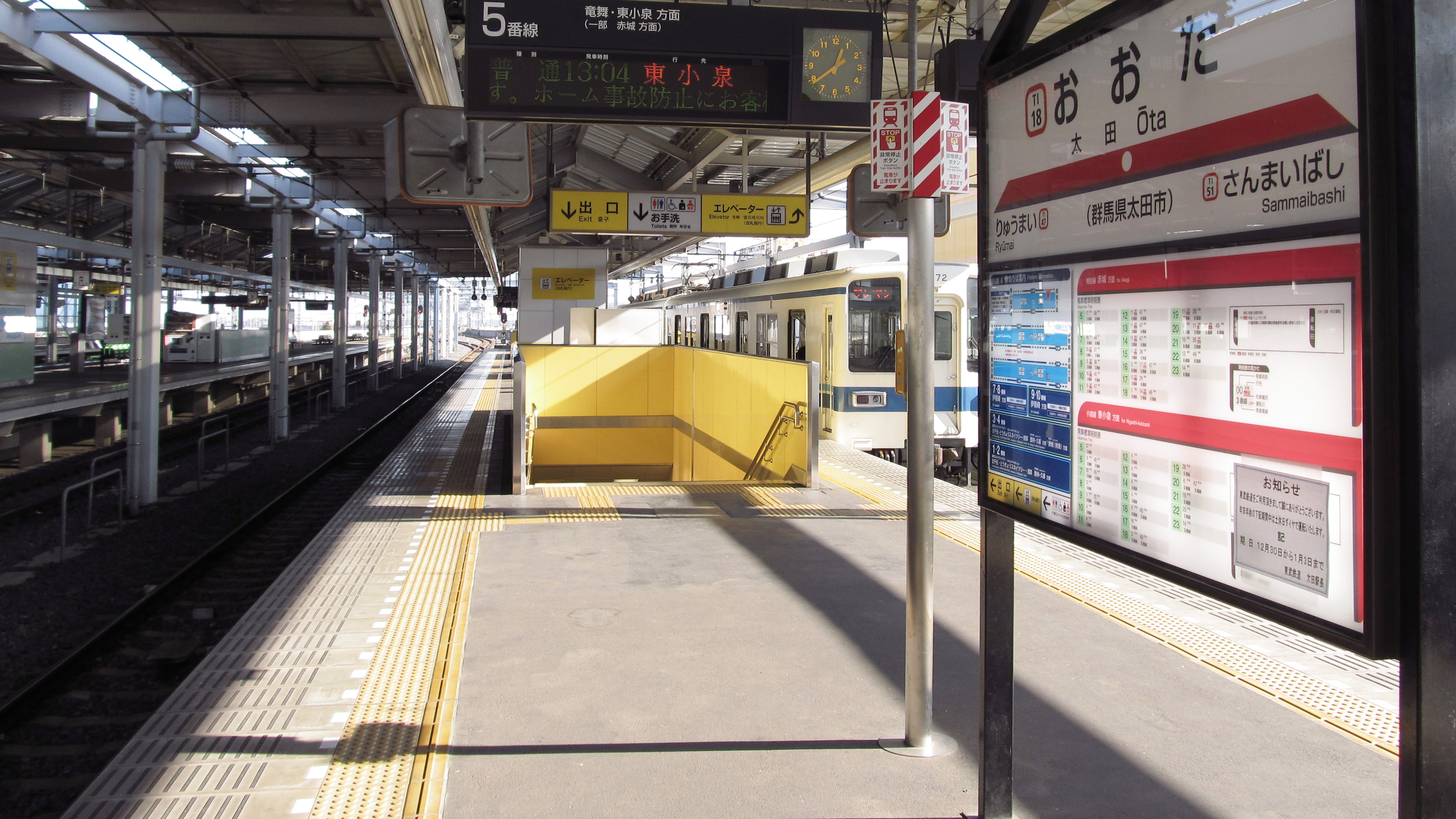
Plataformas

Uma estação elevada com 3 plataformas de ilha e 6 linhas. As faixas 1 a 4 e 7 a 10 compartilham a mesma faixa.
Há um estúdio FM TARO [ja] dentro da estação.

### Plataformas
| Plataformas | Linha             | Direção           | Destino                                                                       | Melodia que soa antes da partida | Observação                           |
| ----------- | ----------------- | ----------------- | ----------------------------------------------------------------------------- | -------------------------------- | ------------------------------------ |
| 1           | Linha Isesaki     | Subindo           | por Tatebayashi, Kuki, Linha Tobu Skytree Kita-Senju, Tokyo Skytree e Asakusa | Gonna Fly Now                    | Compartilhar faixa com a faixa 7     |
| 2           | Linha Isesaki     | Subindo           | por Tatebayashi, Kuki, Linha Tobu Skytree Kita-Senju, Tokyo Skytree e Asakusa | Haru yo koi [ja]                 | Compartilhar faixa com a faixa 8     |
| 3           | Linha Isesaki     | Subindo           | por Tatebayashi, Kuki, Linha Tobu Skytree Kita-Senju, Tokyo Skytree e Asakusa | Makenaide [ja]                   | Compartilhar faixa com a faixa 9     |
| 3           | Linha Isesaki     | Descendo          | por Isesaki                                                                   | Makenaide [ja]                   | Compartilhar faixa com a faixa 9     |
| 3           | Linha Kiryū       | Linha Kiryū       | por Shin-Kiryū e Akagi （Apenas expresso expresso）                           | Makenaide [ja]                   | Compartilhar faixa com a faixa 9     |
| 4           | Linha Isesaki     | Subindo           | por Tatebayashi, Kuki, Linha Tobu Skytree Kita-Senju, Tokyo Skytree e Asakusa | Yozora no mukou                  | Compartilhar faixa com a faixa 10    |
| 4           | Linha Isesaki     | Descendo          | por Isesaki                                                                   | Yozora no mukou                  | Compartilhar faixa com a faixa 10    |
| 5           | Linha Koizumi     | Linha Koizumi     | por Higashi-Koizumi                                                           | Kusakeiba                        | Alguns partem da linha 6             |
| 6           | Linha Kiryū       | Linha Kiryū       | por Shin-Kiryū e Akagi                                                        | Für Elise                        | Alguns partem da linha 5             |
| 7 - 10      | （não utilizado） | （não utilizado） | （não utilizado）                                                             | −                                | Compartilhar faixa com a faixa 1 e 4 |
|             |                   |                   |                                                                               |                                  |                                      |

## Instalações ao redor da estação
- SUBARU escritório Central

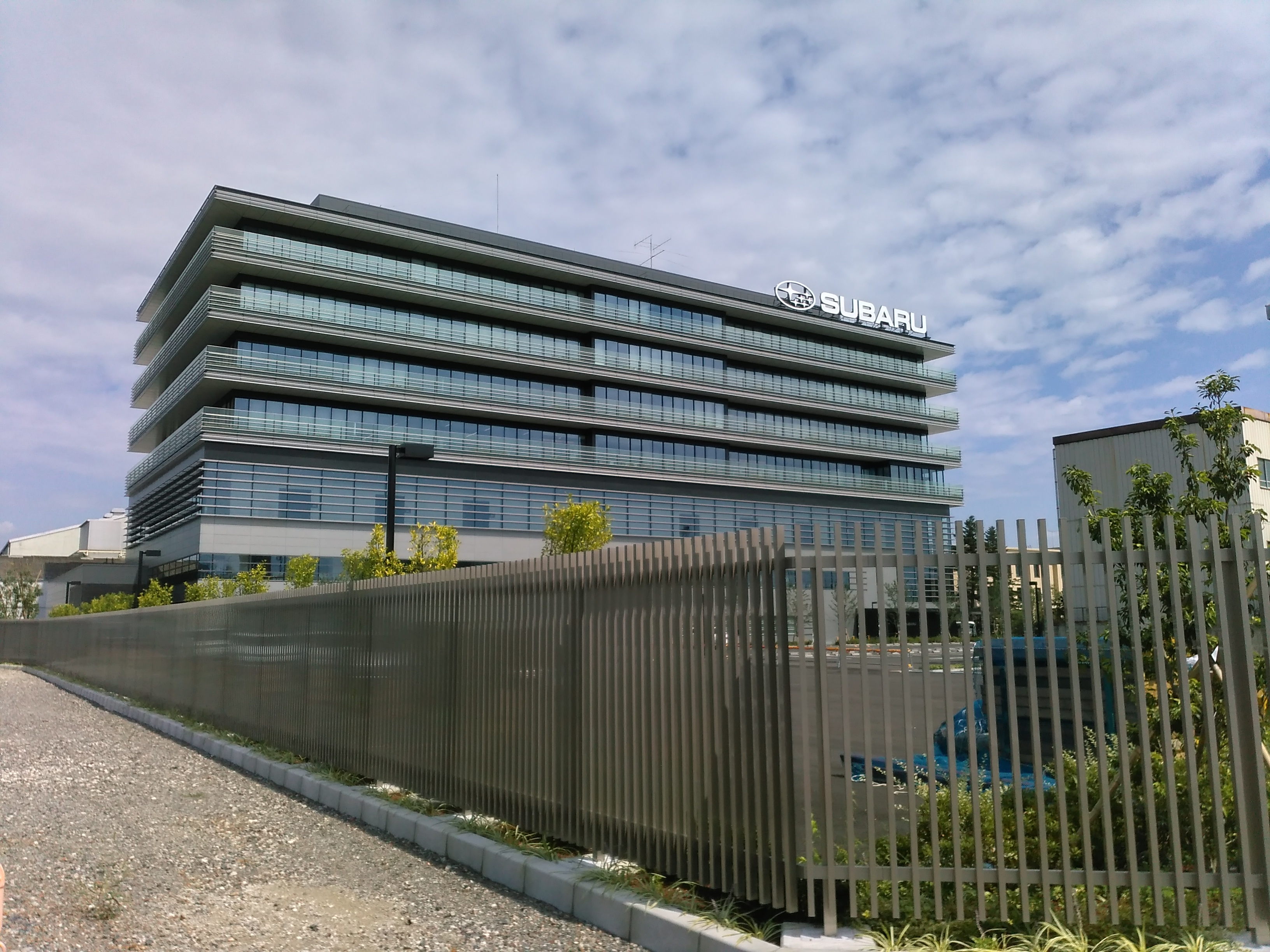
SUBARU escritório Central

- Sociedade de Seguros de Saúde de SUBARU Hospital Memorial de Ōta [ja]
- Nitta Kanayama [ja]
- National Route 407 [ja]
- Iseya [ja]
- Minami-Ichibangai [ja]
- Prefeitura de Ōta (太田市役所)
- Lafayette Street (ラフィエット通り)
- Universidade de Gunma [ja] Faculdade de Engenharia Ōta Campus
- Cidade de Ota Escola primária de Ota [ja]
- Escola primária central da cidade de Ota [ja]
- Banco Towa [ja] Filial de Ōta
- Banco Ashikaga [ja] Filial de Ōta
- Banco Gunma [ja] Filial de Ōta
- Banco Sumitomo Mitsui [ja] Filial de Ōta
- Banco Tochigi [ja] Filial de Ōta
- Aeon Mall Ōta [ja] (※Pegar o ônibus)